# アフマド (ヤルカンド・ハン国)
アフマド（Ahmad、生没年不詳）は、今の中国西北部新疆ウイグル自治区にあった17世紀イスラム教の白山党ホージャ。

## 概要
ホージャ・ムハンマド・ヤフヤーの子供で、ホージャ・アファークの孫。
ヤルカンド・ハン国における権力争いで、白山党は黒山党に敗れて追放された。ホージャ・アファークはジュンガルを頼り、その後アフマドが白山党のホージャになったが、ジュンガルが清に負けると、アフマドはジュンガルに背いたので、回部を征服したツェワンラブタンにイリで投獄されて死亡した。